# Sambhal
Sambhal es una ciudad y municipio situada en el distrito de Sambhal en el estado de Uttar Pradesh (India). Su población es de 220813 habitantes (2011). Se encuentra a 158 km al este de Nueva Delhi y a 355 km al noroeste de Lucknow, la capital del estado.

## Demografía
Según el censo de 2011 la población de Sambhal era de 220813 habitantes, de los cuales 115767 eran hombres y 105046 eran mujeres. Sambhal tiene una tasa media de alfabetización del 48,28%, inferior a la media estatal del 67,68%: la alfabetización masculina es del 51,16%, y la alfabetización femenina del 45,08%.